# Uppåkra distrikt
Uppåkra distrikt blev fra 1. januar 2016 et folkebogføringsdistrikt i Staffanstorps kommun og Skåne län i Sverige.
Området ligger syd og sydvest for Lund, og der er kort afstand til Malmø.

## Tidligere administrative enheder
Området består af de to gamle sogne Uppåkra socken og Flackarps socken, der begge lå i Bare herred. Distriktet har den udtrækning som Uppåkra församling fik i 1965, da de to gamle sognes menigheder gik sammen.
I år 2002 blev der dannet en ny menighed, de den gamle Uppåkra församling blev slået sammen med Knästorps församling, Tottarps församling, Görslövs församling, Särslövs församling og Mölleberga församling. Den nye menighed heller også Uppåkra församling.
Menigheden har seks kirker, og den hører til i Bara Provsti (Bara kontrakt) i Lunds Stift.

## Jakriborg
Bydelen Jakriborg ligger i distriktet. Jakriborg blev opført i Hansestadsstil på en bar mark i 1990erne. Jakriborg er et nordisk eksempel på New Urbanism.
55°39′59″N 13°10′16″Ø / 55.6664°N 13.1711°Ø